# Labrosse
Labrosse ist eine Ortschaft und eine ehemalige französische Gemeinde mit 95 Einwohnern (Stand: 1. Januar 2022) im äußersten Norden des Départements Loiret in der Region Centre-Val de Loire. Sie gehörte zum Arrondissement Pithiviers und zum Kanton Malesherbes.
Mit Wirkung vom 1. Januar 2016 wurde Labrosse mit den früheren Gemeinden Coudray, Malesherbes, Mainvilliers, Manchecourt, Nangeville und Orveau-Bellesauve zur Commune nouvelle Le Malesherbois zusammengelegt und hat seither in der neuen Gemeinde den Status einer Commune déléguée.
Nachbarorte sind Coudray im Nordwesten, Malesherbes im Norden, Augerville-la-Rivière im Nordosten, Dimancheville im Osten, Briarres-sur-Essonne im Süden und Manchecourt im Westen.

## Bevölkerungsentwicklung
| Jahr      | 1962 | 1968 | 1975 | 1982 | 1990 | 1999 | 2008 | 2018 |
| --------- | ---- | ---- | ---- | ---- | ---- | ---- | ---- | ---- |
| Einwohner | 87   | 95   | 98   | 94   | 87   | 81   | 87   | 97   |

## Sehenswürdigkeiten
- Kirche Saint-Eutrope et Saint-Martin